# 6e Meijin (shogi) 1946-1947
«Édition précédente (5)
6e Meijin
Édition suivante (7)»
Le 6e Meijin est une compétition japonaise de shogi qui s'est déroulée de mai 1946 au 6 juin 1947.
Le 1er Jun'i-sen est une compétition de classement faisant partie du 6e Meijin qui s'est déroulée de mai 46 à février 1947.

## Structure du tournoi

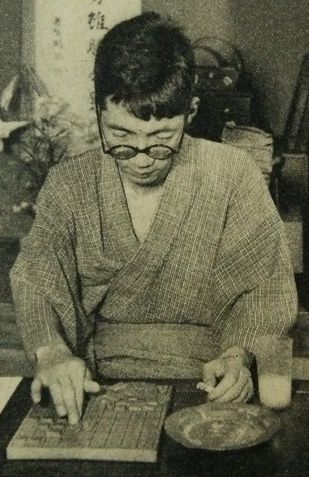
Masao Tsokada, le vainqueur du tournoi.

Jusque là la sélection du prétendant se déroulait sur deux ans et opposait principalement les 8-dans ; à partir du 6e Meijin les compétiteurs seront divisés en 3 classe A, B, C et la compétition s'organisera sur une seule année.
C'est désormais le vainqueur de la Classe A qui défiera le Meijin. pour la première édition la Classe A sera composée des 8-dan la classe B des 7-dan et 6-dan la classe C des 5-dan et 4-dan .

## Meijinsen Nana-ban Shobu
Masao Tsukada met fin à l'invincibilité de Yoshio Kimura et devient le second Meijin au mérite.
| Masao Tsukada                       | Masao Tsukada | Masao Tsukada | Masao Tsukada | Masao Tsukada | Masao Tsukada | Masao Tsukada | Masao Tsukada | Masao Tsukada | Masao Tsukada | Masao Tsukada             |
| 塚田正夫                            | 塚田正夫      | 塚田正夫      | 塚田正夫      | 塚田正夫      | 塚田正夫      | 塚田正夫      | 塚田正夫      | 塚田正夫      | 塚田正夫      | 塚田正夫                  |
| Partie                              | Date          | Sente         | Sente         | Né en         | Gote          | Gote          | Né en         | Kimura        | Tsukada       | Lieu                      |
| ----------------------------------- | ------------- | ------------- | ------------- | ------------- | ------------- | ------------- | ------------- | ------------- | ------------- | ------------------------- |
| 1                                   | 04/03         | Masao Tsukada | 塚田正夫      | 1914          | Yoshio Kimura | 木村義雄      | 1905          | 1             |               | Ushigome, Shinjuku, Tokyo |
| 2                                   | 10/03         | Yoshio Kimura | 木村義雄      | 1905          | Masao Tsukada | 塚田正夫      | 1914          | 2             |               | Nakano, Tokyo             |
| 3                                   | 19/03         | Masao Tsukada | 塚田正夫      | 1914          | Yoshio Kimura | 木村義雄      | 1905          | 持            | 持            | Nara, Prefecture de Nara  |
| 4                                   | 23/03         | Yoshio Kimura | 木村義雄      | 1905          | Masao Tsukada | 塚田正夫      | 1914          |               | 1             | Nara, Prefecture de Nara  |
| 5                                   | 09/04         | Masao Tsukada | 塚田正夫      | 1914          | Yoshio Kimura | 木村義雄      | 1905          |               | 2             | Nakano, Tokyo             |
| 6                                   | 06/05         | Yoshio Kimura | 木村義雄      | 1905          | Masao Tsukada | 塚田正夫      | 1914          | 千            | 千            | Katsushika, Tokyo         |
| 6'                                  | 13/05         | Masao Tsukada | 塚田正夫      | 1914          | Yoshio Kimura | 木村義雄      | 1905          |               | 3             | Nakano, Tokyo             |
| 7                                   | 20/05         | Yoshio Kimura | 木村義雄      | 1905          | Masao Tsukada | 塚田正夫      | 1914          | 千            | 千            | ?                         |
| 7'                                  | 22/05         | Masao Tsukada | 塚田正夫      | 1914          | Yoshio Kimura | 木村義雄      | 1905          |               | 4             | Nakano, Tokyo             |
| Masao Tsukada bat Yoshio Kimura 4-2 |               |               |               |               |               |               |               |               |               |                           |

持 : ji-shogi , 千 : sennichite

## Hattan-sen (Jun'isen A)
L'Hattan sen, tournoi des 8 dan, désigne Masao Tsukada comme prétendant au titre de Meijin.
Les sept derniers sont relégués en classe B.
| Masao Tsukada | Masao Tsukada       | Masao Tsukada | Masao Tsukada | Masao Tsukada | Masao Tsukada | Masao Tsukada | Masao Tsukada |
| 塚田正夫      | 塚田正夫            | 塚田正夫      | 塚田正夫      | 塚田正夫      | 塚田正夫      | 塚田正夫      | 塚田正夫      |
| Rang          | Competiteurs        | Competiteurs  | Competiteurs  | Honsen        | Honsen        | Barrage       | Barrage       |
| Rang          | Competiteurs        | Competiteurs  | Competiteurs  | V             | D             | V             | D             |
| ------------- | ------------------- | ------------- | ------------- | ------------- | ------------- | ------------- | ------------- |
| 1             | Masao Tsukada       | 塚田正夫      | 1914          | 10            | 3             | 2             | 0             |
| 2             | Gen'ichi Ōno        | 大野源一      | 1911          | 10            | 3             | 1             | 1             |
| 3             | Kiyoshi Hagiwara    | 萩原淳        | 1904          | 10            | 3             | 0             | 2             |
| 4/5           | Ichitarō Doi        | 土居市太郎    | 1887          | 8             | 5             |               |               |
| 4/5           | Jirō Katō           | 加藤治郎      | 1910          | 8             | 5             |               |               |
| 6             | Nobuhiko Sakaguchi  | 坂口允彦      | 1908          | 7             | 6             |               |               |
| 7             | Chōtarō Hanada      | 花田長太郎    | 1897          | 6             | 7             | 2             | 0             |
| 8             | Schin'ichi Murakami | 村上真一      | 1897          | 6             | 7             | 1             | 1             |
| 9             | Tōichi Watanabe     | 渡辺東一      | 1905          | 6             | 7             | 0             | 2             |
| 10            | Masanobu Koizumi    | 小泉兼吉      | 1900          | 5             | 7             |               |               |
| 11/12         | Yasujirō Kon        | 金易二郎      | 1890          | 4             | 9             |               |               |
| 11/12         | Ichirō Kaji         | 梶一郎        | 1912          | 4             | 9             |               |               |
| 13            | Ginjirō Saitō       | 斎藤銀次郎    | 1904          | 3             | 9             |               |               |
| 14            | Kingorō Kaneko      | 金子金五郎    | 1902          | 3             | 10            |               |               |

## Roku-Shichidansen (Jun'isen B)
Tournoi des 6 et 7 dan 15 participant le premier rejoint la classe A les 6 derniers sont relégués en classe B.
1. Kōzō Masuda 10-4 Promu
2. Yasuharu Oyama 9-5
3. Kazukiyo Takashima 10-4

## Shi-Godansen (Jun'isen C)
Tournoi des 4 et 5 dans 29 participants.
1. Yūzō Maruta 12-2 Promu